# جوش سيلفر
جوش سيلفر (بالإنجليزية: Josh Silver)‏ هو ملحن ومنتج أسطوانات أمريكي، ولد في 14 نوفمبر 1962 في بروكلين في الولايات المتحدة.

## وصلات خارجية
- جوش سيلفر على موقع IMDb (الإنجليزية)
- جوش سيلفر على موقع ميوزك برينز (الإنجليزية)
- جوش سيلفر على موقع إن إن دي بي (الإنجليزية)
- جوش سيلفر على موقع ديسكوغز (الإنجليزية)